# Primorsk (Oblast' di Kaliningrad)
Primorsk (in russo Приморск?) è una città della Russia europea, nell'oblast' di Kaliningrad.
Storicamente appartenuta alla Germania, fu nota fino al 1945 con il nome di Fischhausen. Il toponimo attuale significa "città sulla costa". Lo status attuale di gorod è stato conferito nel 2008.

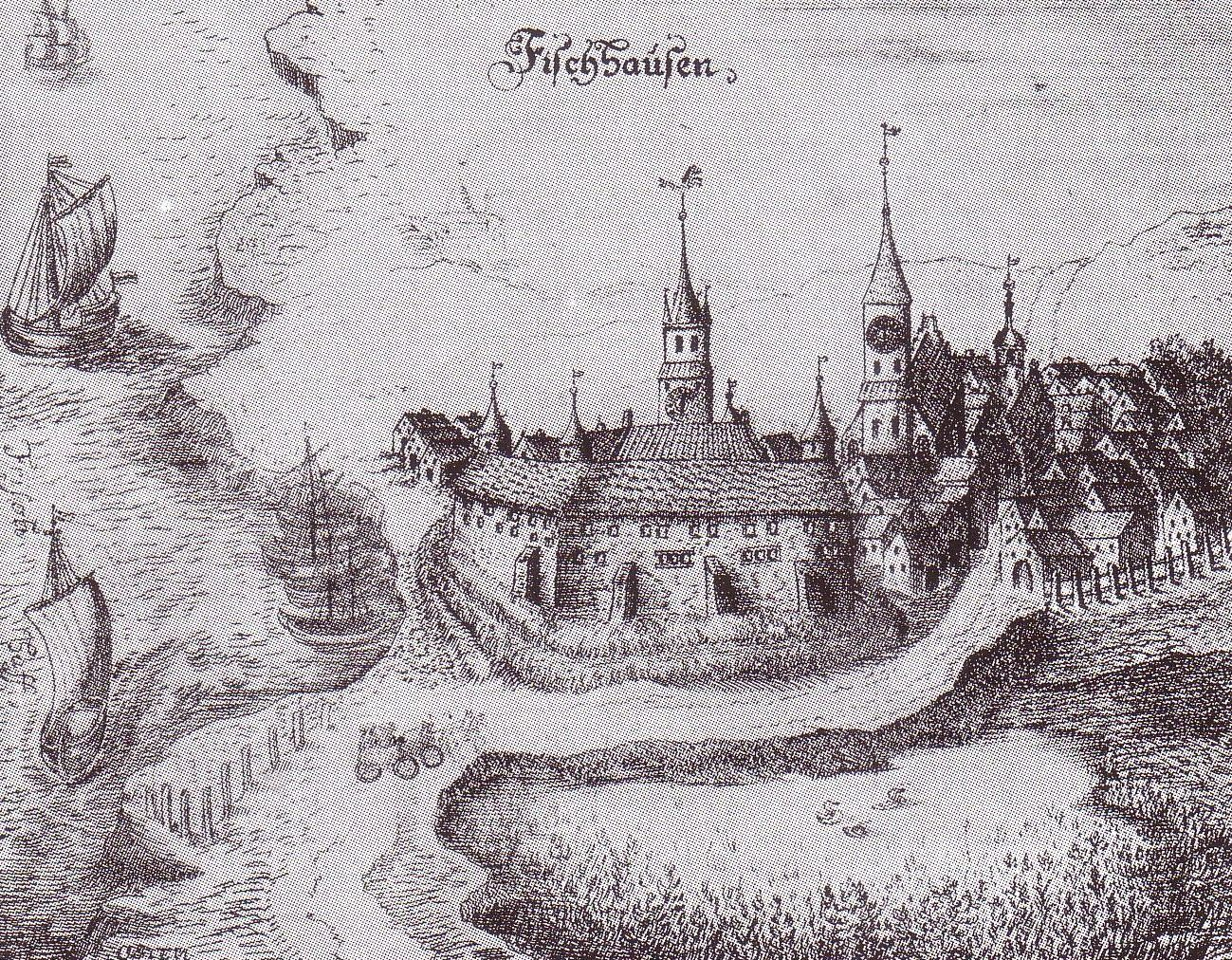
Primorsk, allora Fischhausen, nel 1684